# IJsland op de Olympische Zomerspelen 1984
IJsland nam deel aan de Olympische Zomerspelen 1984 in Los Angeles, Verenigde Staten. Voor de tweede keer in de olympische geschiedenis won IJsland een medaille: een bronzen door toedoen van judoka Bjarni Friðriksson.

## Medailleoverzicht
| Sport | Olympiër           | Discipline | Medaille |
| ----- | ------------------ | ---------- | -------- |
| Judo  | Bjarni Friðriksson | -95kg (m)  | Brons    |

## Deelnemers en resultaten

### Atletiek
| Olympiër              | Discipline       | Resultaat | Prestatie                                                   |
| --------------------- | ---------------- | --------- | ----------------------------------------------------------- |
| Oddur Sigurðsson      | 400m (m)         | 21e       | serie 4: 2de in 46,30 kwartfinale 3: 6de in 46,07           |
| Kristján Harðarson    | verspringen (m)  | 22e       | kwalificatie groep A: 12de met 7,09m                        |
| Vésteinn Hafsteinsson | discuswerpen (m) | DSQ       | kwalificatie groep B: gediskwalificeerd                     |
| Siggi Einarsson       | speerwerpen (m)  | 26e       | kwalificatie groep B: 13de met 69,82m                       |
| Einar Vilhjálmsson    | speerwerpen (m)  | 6e        | kwalificatie groep A: 6de met 80,94m finale: 6de met 81,58m |
|                       |                  |           |                                                             |
| Disa Gísladóttir      | hoogspringen (v) | 24e       | kwalificatie groep A: 14de met 1,80m                        |
| Iris Grönfeldt        | speerwerpen (v)  | 22e       | kwalificatie groep A: 12de met 48,70m                       |

### Handbal
| Olympiër | Discipline | Resultaat | Prestatie |
| --- | ---------- | --------- | --- |
| Kristján Arason Þorbergur Aðalsteinsson Steinar Birgisson Jens Einarsson Alfreð Gíslason Sigurður Gunnarsson Bjarni Guðmundsson Guðmundur Guðmundsson Atli Hilmarsson Þorbjörn Jensson Brynjar Kvaran Þorgils Mathiesen Jakob Sigurðsson Sigurður Sveinsson Einar Þorvarðarson | mannen     | 6e        | groep A: 3de G van Joegoslavië: 22-22 V van Roemenië: 17-26 W van Japan: 21-17 W van Algerije: 19-15 W van Zwitserland: 23-16 5-6de plek: V van Zweden: 24-26 |

| Groep A |             |             |             |             |             |            |            |            |        |
| #       | Land        | Wedstrijden | Wedstrijden | Wedstrijden | Wedstrijden | Doelpunten | Doelpunten | Doelpunten | Punten |
| #       | Land        | G           | W           | G           | V           | V          | T          | Saldo      | Punten |
| 1       | Joegoslavië | 5           | 4           | 1           | 0           | 123        | 76         | +47        | 9      |
| 2       | Roemenië    | 5           | 4           | 0           | 1           | 120        | 91         | +29        | 8      |
| 3       | IJsland     | 5           | 3           | 1           | 1           | 102        | 96         | +6         | 7      |
| 4       | Zwitserland | 5           | 2           | 0           | 3           | 83         | 102        | -19        | 4      |
| 5       | Japan       | 5           | 1           | 0           | 4           | 84         | 107        | -23        | 2      |
| 6       | Algerije    | 5           | 0           | 0           | 5           | 75         | 105        | -30        | 0      |

| Ronde       | Datum     | Plaats      | Land  | Score       | Land |
| ----------- | --------- | ----------- | ----- | ----------- | ---- |
| Groepsfase  |           |             |       |             |      |
| 31 juli     | Fullerton | Joegoslavië | 22-22 | IJsland     |      |
| 2 augustus  | Fullerton | Roemenië    | 26-17 | IJsland     |      |
| 4 augustus  | Fullerton | IJsland     | 21-17 | Japan       |      |
| 6 augustus  | Fullerton | IJsland     | 29-15 | Algerije    |      |
| 8 augustus  | Fullerton | IJsland     | 23-16 | Zwitserland |      |
| 5-6de plek  |           |             |       |             |      |
| 10 augustus | Fullerton | Zweden      | 26-24 | IJsland     |      |

### Judo
| Olympiër           | Discipline      | Resultaat | Prestatie |
| ------------------ | --------------- | --------- | --- |
| Bjarni Friðriksson | -95kg (m)       | Brons     | 1ste ronde: vrij 2de ronde: W van DEN Jensen kwartfinale: W van USA White halve finale: V van BRA Vieira bronzen finale: W van ITA Fazi |
| Kolbeinn Gíslason  | open klasse (m) | 11e       | 1ste ronde: V van FRA del Colombo |

### Zeilen
| Olympiër                          | Discipline | Resultaat | Prestatie                           |
| --------------------------------- | ---------- | --------- | ----------------------------------- |
| Jón Pétursson Gunnlaugur Jónasson | 470        | 23e       | 147 punten: (18-12-DSQ-24-16-21-20) |

### Zwemmen
| Olympiër            | Discipline           | Resultaat | Prestatie                    |
| ------------------- | -------------------- | --------- | ---------------------------- |
| Ingi Jónsson        | 100m vrije slag (m)  | 55e       | serie 1: 6de in 56,31        |
| Ingi Jónsson        | 200m vrije slag (m)  | 47e       | serie 5: 7de in 2.02,23      |
| Tryggvi Helgason    | 100m schoolslag (m)  | 38e       | serie 7: 7de in 1.08,52      |
| Árni Sigurðsson     | 100m schoolslag (m)  | 33e       | serie 1: 5de in 1.07,71 (NR) |
| Tryggvi Helgason    | 200m schoolslag (m)  | 37e       | serie 3: 5de in 2.32,03      |
| Árni Sigurðsson     | 200m schoolslag (m)  | DSQ       | serie 2: gediskwalificeerd   |
| Ingi Jónsson        | 100m vlinderslag (m) | 43e       | serie 7: 7de in 1.00,68      |
|                     |                      |           |                              |
| Guðrún Ágústsdóttir | 100m schoolslag (v)  | 25e       | serie 3: 6de in 1.16,70      |
| Guðrún Ágústsdóttir | 200m schoolslag (v)  | 20e       | serie 2: 7de in 2.44,85 (NR) |

Algerije · Amerikaanse Maagdeneilanden · Andorra · Antigua en Barbuda · Argentinië · Australië · Bahama’s · Bahrein · Bangladesh · Barbados · België · Belize · Benin · Bermuda · Bhutan · Birma · Bolivia · Bondsrepubliek Duitsland · Botswana · Brazilië · Britse Maagdeneilanden · Canada · Centraal-Afrikaanse Republiek · Chili · China · Chinees Taipei · Colombia · Congo-Brazzaville · Costa Rica · Cyprus · Denemarken · Djibouti · Dominicaanse Republiek · Ecuador · Egypte · El Salvador · Equatoriaal-Guinea · Fiji · Filipijnen · Finland · Frankrijk · Gabon · Gambia · Ghana · Grenada · Griekenland · Groot-Brittannië · Guatemala · Guinee · Guyana · Haïti · Honduras · Hongkong · Ierland · IJsland · India · Indonesië · Irak · Israël · Italië · Ivoorkust · Jamaica · Japan · Joegoslavië · Jordanië · Kaaimaneilanden · Kameroen · Kenia · Koeweit · Lesotho · Libanon · Liberia · Liechtenstein · Luxemburg · Madagaskar · Malawi · Maleisië · Mali · Malta · Marokko · Mauritanië · Mauritius · Mexico · Monaco · Mozambique · Nederland · Nederlandse Antillen · Nepal · Nicaragua · Nieuw-Zeeland · Niger · Nigeria · Noord-Jemen · Noorwegen · Oeganda · Oman · Oostenrijk · Pakistan · Panama · Papoea-Nieuw-Guinea · Paraguay · Peru · Portugal · Puerto Rico · Qatar · Roemenië · Rwanda · Salomonseilanden · Samoa · San Marino · Saoedi-Arabië · Senegal · Seychellen · Sierra Leone · Singapore · Soedan · Somalië · Spanje · Sri Lanka · Suriname · Swaziland · Syrië · Tanzania · Thailand · Togo · Tonga · Trinidad en Tobago · Tsjaad · Tunesië · Turkije · Uruguay · Venezuela · Verenigde Arabische Emiraten · Verenigde Staten · Zaïre · Zambia · Zimbabwe · Zuid-Korea · Zweden · Zwitserland